# Megacrania batesii
El insecto palo de menta piperita (Megacrania batesii) es una especie de insecto palo de color verde-azulado que sólo vive en la nervadura central de las hojas de Pandanus tectorius. Si se le molesta durante el día, emite una sustancia lechosa con un olor parecido a la menta piperina. No usan sus patas traseras para su locomoción.
La especie se puede encontrar en Queensland, al igual que en varias islas en el océano Pacífico, por ejemplo las islas Salomón, las isla de Ambon, Nueva Guinea, las Nuevas Hébridas y las Filipinas.
Otra especie de Megacrania, M. alpheus, podría ser incluida en M. batesii.